# Linea Meitetsu Chikkō

Mappa della linea

La linea Meitetsu Chikkō (名鉄築港線?, Meitetsu Chikkō-sen) è una breve linea ferroviaria della compagnia privata Meitetsu situata nel quartiere Minami di Nagoya, prefettura di Aichi sull'isola giapponese di Honshū. Collega la stazione di Ōe alla stazione di Higashi-Nagoyakō.

## Storia
Nel giugno 1920, la Aichi Denki Tetsudō (愛知電気鉄道?) (Aiden) ricevette la licenza per costruire la linea Chikkō, per servire il porto di Nagoya. Tuttavia, la realizzazione del progetto fu ritardata, tanto che l'inaugurazione avvenne solo il 15 gennaio 1924. La compagnia si fuse con le Ferrovie Meitetsu nel 1935. Durante la Guerra del Pacifico il traffico merci pesante aveva la priorità assoluta, per questo motivo la linea fu ampliata a due binari, i lavori corrispondenti furono completati il 16 ottobre 1939.
A causa della devastazione causata dal tifone Vera del 26 settembre 1959, la tratta dovette essere temporaneamente chiusa, è stata restaurata il 12 ottobre come binario singolo. Fino agli anni '60, la linea Chikkō era una delle principali rotte merci della Meitetsu. Tuttavia, l'apertura della Nagoya Rinkai Railway nel gennaio 1965 causò un forte calo del volume di traffico, poiché la nuova rotta era direttamente collegata alla linea principale Tōkaidō e aprì anche strutture portuali di nuova costruzione più a sud. Nel 1985 Meitetsu interruppe quindi il traffico merci generale e da allora, il percorso è stato importante solo come linea pendolare per i lavoratori di Nippon Sharyo.
Dal maggio 1991 all'ottobre 2004, parallelamente alla linea Chikkō, è stato realizzato un percorso di prova per treni a levitazione magnetica del tipo High Speed Surface Transport. Il tracciato era sopraelevato, ad eccezione di circa 400 m a livello del suolo. Per testare il funzionamento in condizioni estreme, è stata utilizzata una pendenza del 70 per mille e curve strette. La prima applicazione commerciale è stata la ferrovia Linimo a est di Nagoya, inaugurata nel 2005.

## Stazioni
| N°   | Nome             | Nome giapponese | Distanza (km) | Collegamenti            | Posizione      |
| ---- | ---------------- | --------------- | ------------- | ----------------------- | -------------- |
| TA03 | Ōe               | 大江            | 0.0           | Linea Meitetsu Tokoname | Minami, Nagoya |
| CH01 | Higashi-Nagoyakō | 東名古屋港      | 1.5           |                         | Minami, Nagoya |

## Materiale rotabile
All'inizio della revisione dell'orario del 16 marzo 2024, la flotta di treni a quattro carrozze della serie 5000 utilizzati sulla linea è stata sostituita con treni a due carrozze della serie 3100, della serie 3150 e della serie 9100.

## Servizi
L'orario è adattato agli orari di lavoro delle aziende lungo la linea. Di norma circolano 20 treni nei giorni feriali, 12 il sabato e 8 la domenica. Ci sono anche quattro corse aggiuntive in determinati giorni della settimana. Nelle ore di punta c'è un treno ogni circa 20 minuti, ma durante il giorno il servizio si ferma tra le 8:30 e le 16:00 circa. Viene utilizzato un unico convoglio da Ōe a Higashi-Nagoyakō e ritorno. Una volta esistevano collegamenti senza trasferimenti verso Meitetsu Nagoya, ma furono interrotti nel 1980.